# Solidago canadensis
Espèce
Classification phylogénétique
La Verge d'or du Canada (Solidago canadensis), également appelé Gerbe-d'or ou Solidage du Canada, est une espèce de plantes à fleurs du genre des solidages et de la famille des astéracées. L'espèce est originaire d'Amérique du Nord et se rencontre dans la plupart des États américains et provinces canadiennes.

C'est une plante qui a été introduite dans de nombreuses régions tempérées du Monde, dont la France, en tant que plante ornementale, mellifère et par hémérochorie, et elle peut être localement envahissante.

Il ne faut pas confondre cette plante avec d'autres espèces du genre Solidago qui portent des noms vernaculaires identiques.

## Caractéristiques

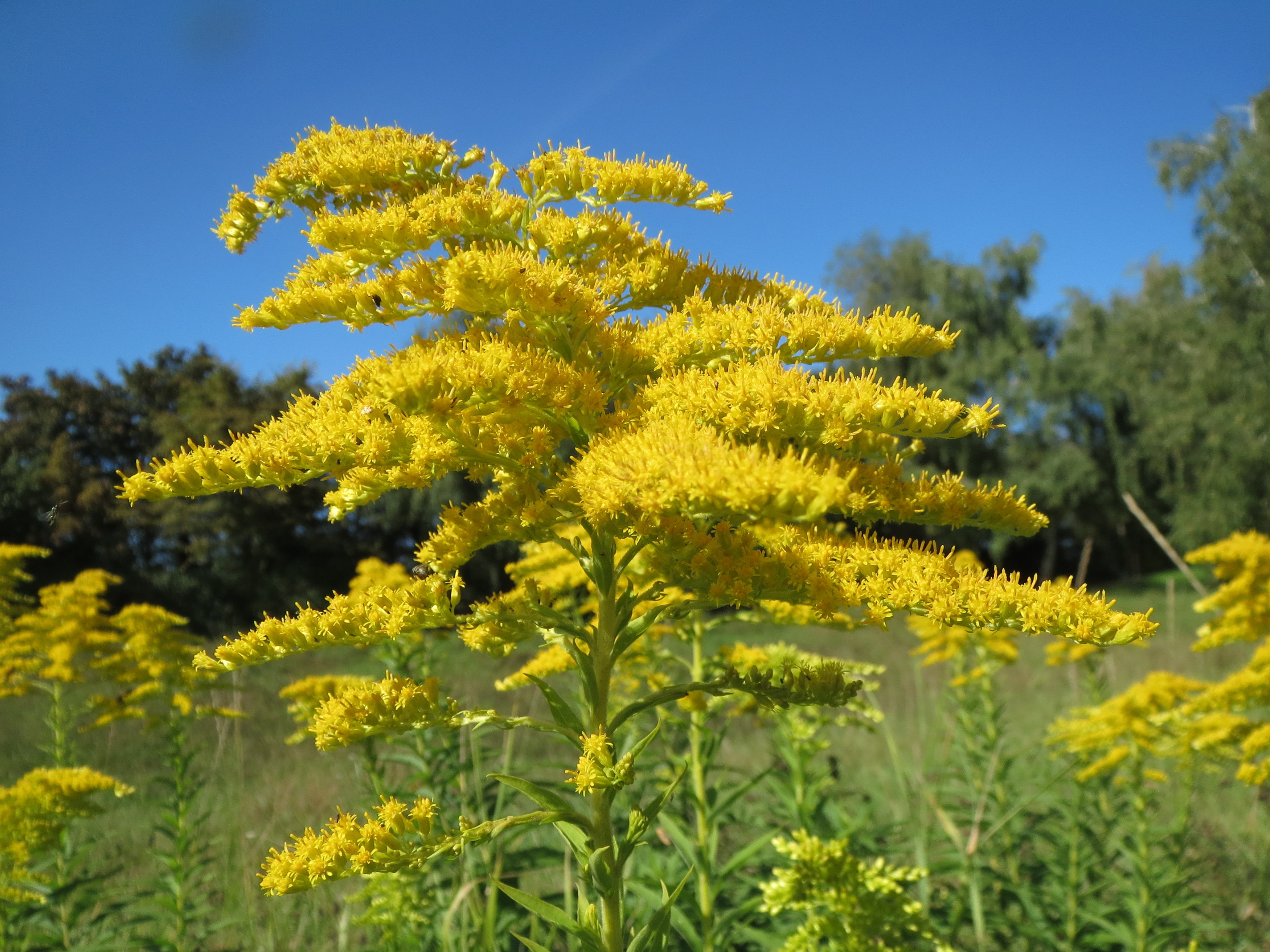
Inflorescence.

La Verge d'or du Canada peut être confondue avec un autre Solidage également très présent en France : le Solidage géant, également originaire d'Amérique du Nord.
Le Solidage du Canada est une plante vivace. Elle mesure de 60 jusqu'à 250 cm de haut, tandis que le Solidage géant est plus petit malgré son nom, ne dépassant généralement pas 120 cm. Ce dernier a une tige glabre jusqu'au niveau des fleurs, souvent rougeâtre, alors que la tige du Solidage du Canada est vert doré et poilue (faiblement à densément pubescente) à partir des premières feuilles.
Le Solidage du Canada, bien que considéré comme une espèce invasive, est toutefois moins concurrentiel et dangereux que le Solidage géant[réf. nécessaire].

### Variétés
- Verge d'or du Canada - Solidago canadensis Linnaeus var. canadensis
- Verge d'or de Harger - Solidago canadensis var. hargeri Fernald[2]

## Écologie

### Habitats
Hémicryptophyte érigé, parfois géophyte à rhizome, la Verge d'or du Canada se trouve dans des habitats divers, même si elle n'est pas tolérante à l'ombre. C'est généralement l'une des premières plantes à coloniser une zone après perturbations (telles que les incendies) et persiste rarement une fois que les arbustes et les arbres s'établissent. On ne la trouve ni dans des endroits très secs, ni dans les zones gorgées d'eau.

### Caractère invasif en Europe
Solidago canadensis est une espèce invasive en Europe, aujourd'hui répandu dans toute l'Union Européenne. Elle affecte la biodiversité locale en modifiant les écosystèmes en remplaçant la flore locale et entraînant une chute des ressources alimentaires pour les pollinisateurs. Elle peut se reproduire dès sa première année et se propage très bien grâce aux grandes quantités de graines qu'elle produit, dispersées par le vent, et la croissance de ses rhizomes, aboutissant souvent à des peuplements denses de cette seule espèce.

## Utilisation
La sommité fleurie de la Verge d'or du Canada, utilisée en infusion ou en macération alcoolique en raison de sa richesse en mono-sesquiterpènes, est réputée avoir des vertus médicinales. On dit que Linné, père de la terminologie binomiale latine, donna à la verge d'or le nom scientifique de Solidago (littéralement, « je rends entier », « je consolide ») en raison de sa réputation à favoriser la guérison des plaies. Considérée dans la tradition européenne comme stimulante, sudorifique, tonique, carminative, apéritive et pectorale, on a utilisé la verge d'or pour les rhumes, les affections pulmonaires, les nausées et les douleurs causées par les « vents ».
Toutefois, c'est dans les affections rénales (infections telles que colibacillose, cystite ou néphrite, calculs rénaux, albuminurie, oligurie) qu'on l'a surtout employée. Il s'agirait d'ailleurs d'une des meilleures plantes pour fortifier le système rénal. Elle a également servi à soigner la diarrhée, les entérocolites et les entérites, notamment celles dont souffrent les tout-petits lorsqu'ils percent leurs dents. On la leur administrait sous la forme de sirop.
Riche en flavonoïdes de type vitamine P, la verge d'or est également utile dans le traitement des varices. À ce titre, elle entre dans la composition de nombreuses spécialités pharmaceutiques notamment en Allemagne.
C'est également une des plantes mellifères les plus communes d'Amérique du Nord. Le goût de son miel se situe à mi-chemin entre celui du miel de trèfle et celui du miel de sarrasin. Comme c'est le cas pour tous les types de miel, il concentre une partie des principes actifs de la plante et peut donc jouer un rôle non négligeable dans l'organisme.
Elle peut être utilisée comme nourriture pour les animaux tels que bovins et chevaux.
Toutes les parties de la plante, sauf la racine, sont utilisées pour la teinture. C'est la sommité fleurie qui donne les jaunes les plus profonds.

## Langage des fleurs
Dans le langage des fleurs, la gerbe-d'or symbolise l'avarice.

## Galerie

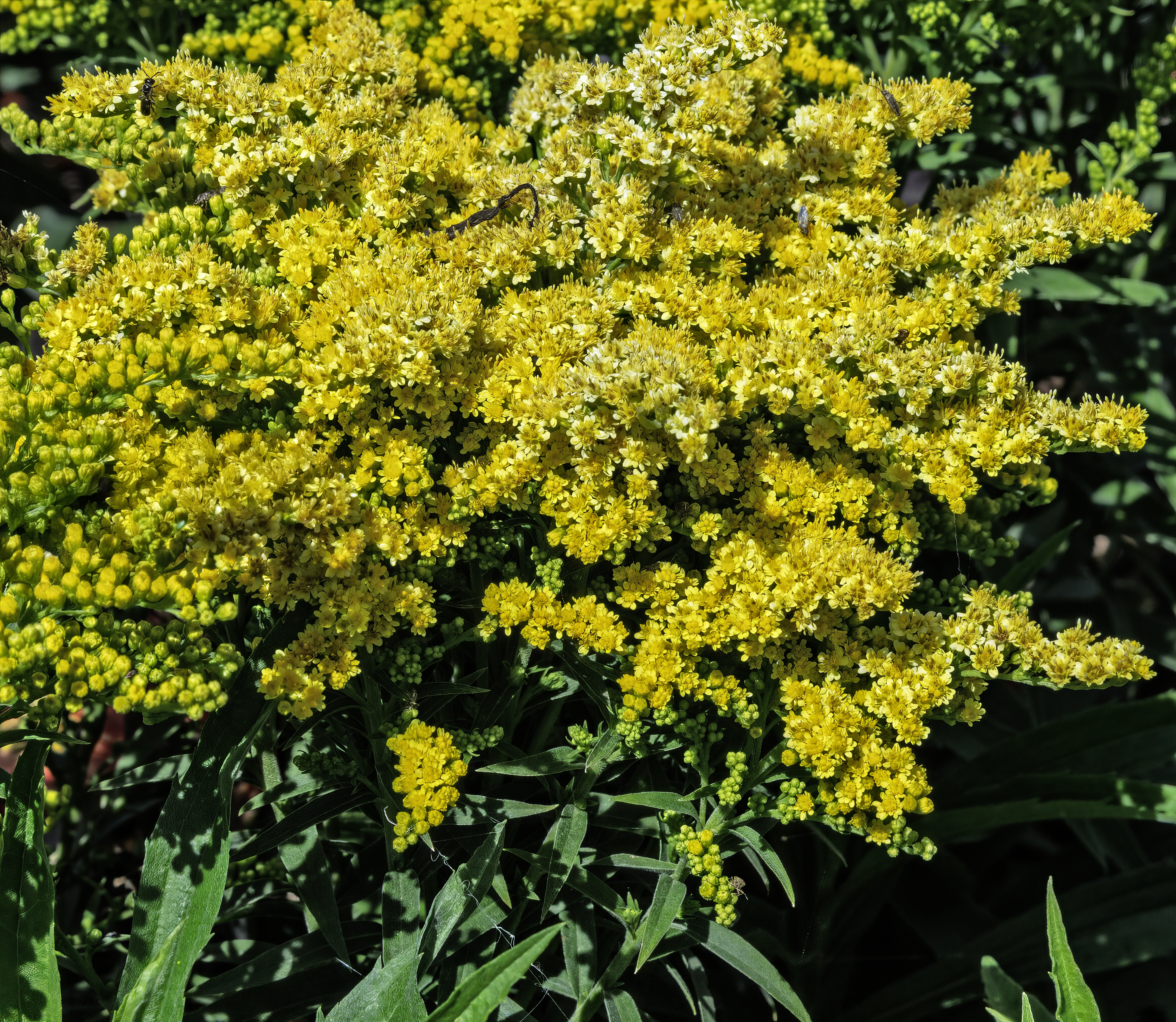
Solidago canadensis 'Little lemon' Giroussens
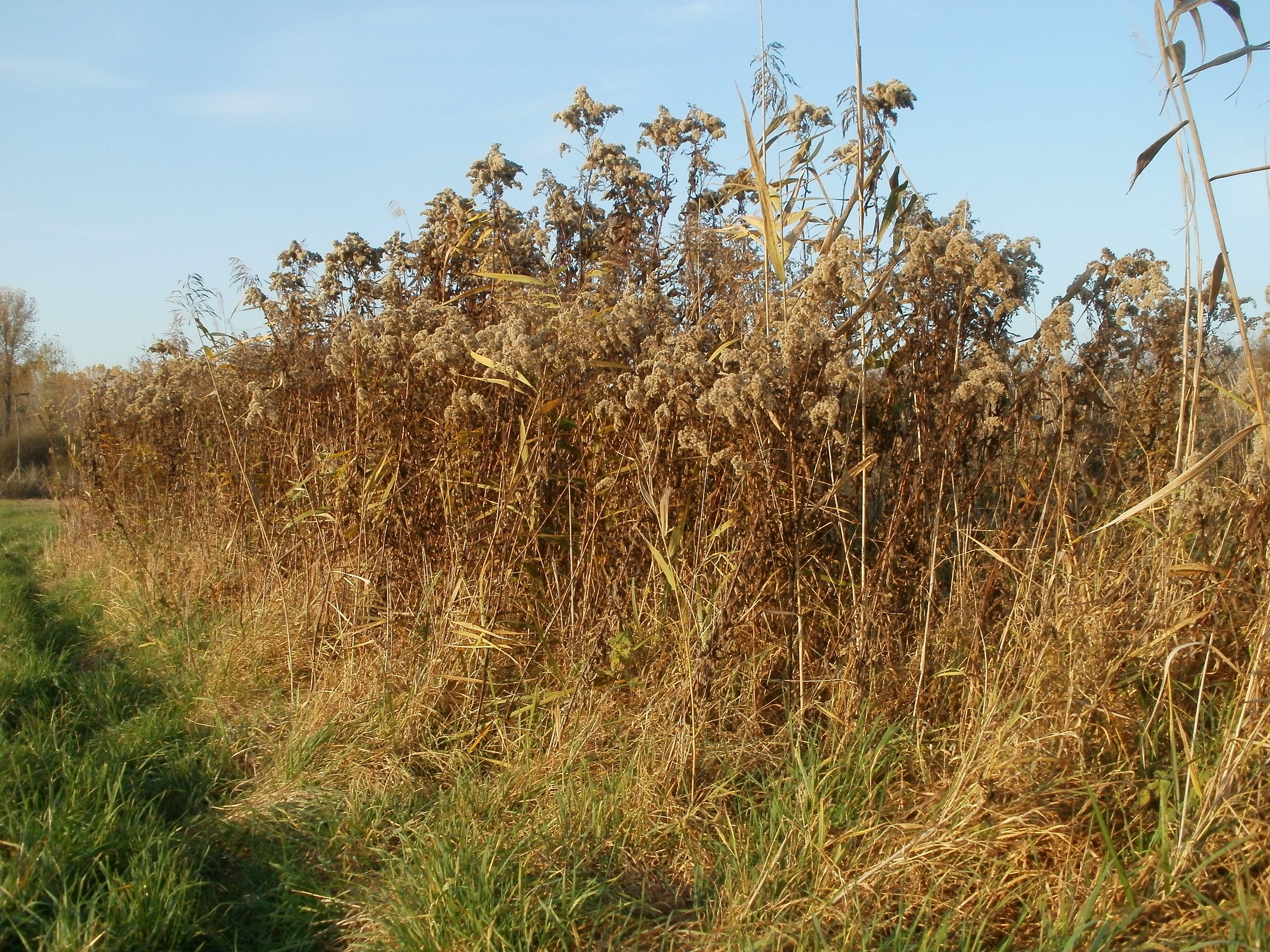
En hiver, en Allemagne.
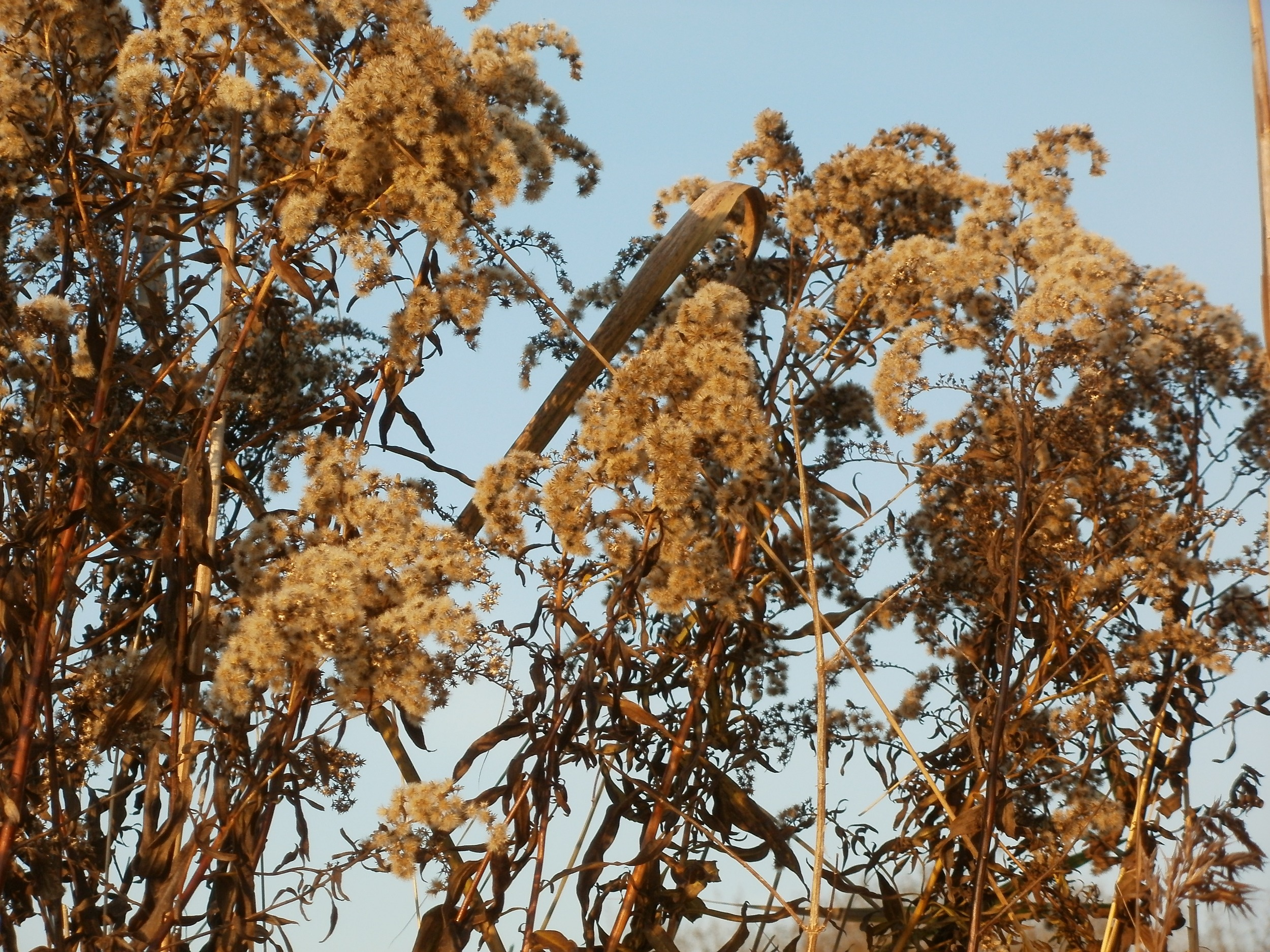
Les inflorescences en hiver.